# دلينس
الدلينس (الاسم العلمي: Parablennius)، جنس أسماك بحرية من فصيلة أبو مليسيات. أنواعه 29، توجد في المحيط الأطلسي، وغرب المحيط الهادئ، والمحيط الهندي.